# M1917 Enfield
El M1917 Enfield, el Enfield estadounidense (frecuentemente identificado o clasificado erróneamente como P17, P1917 o Pattern 1917), oficialmente llamado Fusil de los Estados Unidos, calibre.30, Modelo de 1917 es una modificación estadounidense del fusil P14 calibre 7,70 mm desarrollado y fabricado en el período 1917-1918.

## Historia
Antes del inicio de la Primera Guerra Mundial, el principal fusil británico era el Short, Magazine Lee-Enfield (abreviado SMLE). Comparado con el Mauser alemán o el Springfield M1903 estadounidense, el cartucho con pestaña .303 British (originalmente un cartucho de pólvora negra), era poco apto para su empleo en armas alimentadas mediante cargador o cinta y el SMLE era menos preciso a largas distancias que sus contrapartes. Conjuntamente con el desarrollo de un cartucho mejorado para el SMLE, se formó un comité para desarrollar otro fusil en caso de necesidad. El desarrollo del nuevo fusil y su cartucho empezó con la copia de varias características del sistema Mauser. Estas incluían un cerrojo con dos tetones de acerrojado delanteros y una uña extractora tipo Mauser, al igual que un nuevo y potente cartucho sin pestaña, el.276 Enfield, así como ser sencillo de fabricar. Sin embargo, el estallido de la Primera Guerra Mundial tomó por sorpresa al Reino Unido y no pudo empezar a producir el fusil antes que el nuevo cartucho fuese perfeccionado.
Al tomar parte en la Primera Guerra Mundial, el Reino Unido tenía una urgente necesidad de fusiles y se firmaron contratos con empresas estadounidenses para fabricar el nuevo fusil. Se les solicitó a las empresas producir el fusil de nuevo diseño en el viejo calibre.303 (7,70 mm) para facilitar la logística. El nuevo fusil fue denominado "Pattern 14". En el caso del fusil P14, Winchester y Remington fueron las empresas elegidas. Una tercera fábrica, subsidiaria de Remington, fue instalada en la sede de Baldwin Locomotive Works en Eddystone, Pennsilvania. Por lo tanto existen tres variantes del P14 y el M1917, llamadas "Winchester", "Remington" y "Eddystone".

### Primera Guerra Mundial
Cuando los Estados Unidos entraron a la guerra, tuvieron una gran necesidad de fusiles. Así que en lugar de preparar las fábricas para producir el fusil estadounidense estándar, el Springfield M1903, observaron que sería mucho más sencillo adaptar el diseño británico para el cartucho estadounidense .30-06 Springfield, estando apto para esto. Por lo tanto, Remington Arms Co. modificó el diseño para el calibre 7,62 mm bajo estricta supervisión del Departamento de Armamentos del Ejército de los Estados Unidos, que lo adoptó formalmente como Fusil de los Estados Unidos, calibre.30, Modelo de 1917. Además de la producción de Remington en Ilion, Nueva York y Eddystone, Pennsilvania, Winchester produjo el fusil en su fábrica de New Haven, Connecticut. Se produjo una bayoneta con una hoja de 42 cm (16,5 pulgadas) para este fusil, que posteriormente sería usada en otras armas. Winchester produjo 465 980 fusiles, Remington 545 541 y Eddystone 1 181 908.
Los cambios al diseño básico fueron pocos; el depósito, el cabezal del cerrojo, la recámara y el estriado fueron modificados para emplear el cartucho.30-06, eliminándose las miras para fuego graneado del lado izquierdo del arma. Se cambiaron los marcajes para indicar el modelo y el cambio de calibre.
El nuevo fusil fue empleado al lado del Springfield M1903 y rápidamente sobrepasó al diseño del Arsenal de Springfield en el número de unidades producidas y suministradas. Hacia el 11 de noviembre de 1918, casi el 75 % de la Fuerza Expedicionaria Estadounidense en Francia estaba armado con el M1917.
El fusil M1917 Enfield empleado por el Sargento Alvin York el 8 de octubre de 1918, durante el hecho que le hizo ser condecorado con la Medalla de Honor, se encuentra actualmente en la Universidad Estatal de Middle Tennessee. Según su diario, el Sargento York también usó ese día una pistola Colt M1911.   
(En la película Sergeant York, protagonizada por Gary Cooper en el personaje que le da título, York aparece usando un fusil Springfield M1903 y una pistola alemana Luger P08.)
Después del Armisticio, la mayoría de los fusiles M1917 fueron vendidos como material sobrante o almacenados como reserva, aunque las unidades de Morteros Químicos siguieron estando equipadas con el M1917. A algunos soldados estadounidenses no les gustaba el mayor peso del M1917, prefiriendo el Springfield M1903.
Después de la Primera Guerra Mundial, una gran cantidad de fusiles M1917 fueron suministrados para empleo civil a través de la NRA. Muchos fueron adaptados, a veces incluso recalibrados para potentes cartuchos de cacería Magnum, tales como el .300 H&H Magnum y el .300 Winchester Magnum.
La bayoneta del M1917 también fue empleada en las escopetas Winchester Modelo 1897 y Winchester Modelo 1912.

### Segunda Guerra Mundial
Cuando los Estados Unidos entraron a la Segunda Guerra Mundial, el Ejército estadounidense todavía suministraba el M1917 a los artilleros químicos. Tal vez debido a una escasez de fusiles al inicio de la guerra, el M1917 también fue suministrado a unidades de artillería al inicio de esta, por lo que sirvientes de morteros y cañones emplearon el M1917 en el norte de África. El teniente coronel (retirado) Charles E. Peterson (1920–2005), Mayor en la División Aerotransportada 101 durante el Desembarco de Normandia, reportó haber visto algunos fusiles M1917 suministrados a tropas de retaguardia estadounidenses en Francia durante la Segunda Guerra Mundial. Otros fusiles M1917 fueron suministrados al Ejército de la Mancomunidad Filipina y a la Policía filipina. Tras la caída de las Filipinas, los M1917 fueron empleados por las fuerzas policiales japonesas, así como por guerrillas filipinas y estadounidenses.
Antes y durante la Segunda Guerra Mundial, los fusiles almacenados fueron reacondicionados para su empleo como armas de reserva, entrenamiento y para el Lend-Lease; estos fusiles son reconocibles por sus piezas metálicas renovadas (arenadas y fosfatadas) y a veces su madera (frecuentemente abedul). Muchos fueron enviados al Reino Unido para ser empleados por la Home Guard. Estos fueron notoriamente marcados con una raya de pintura roja alrededor de la culata, para evitar ser confundidos con el primigenio P14 que empleaba el cartucho.303 British. Otros fueron suministrados a las tropas de China Nacionalista, unidades indígenas en el frente de China-Birmania-India, guerrillas filipinas y al Ejército de la Francia Libre, a veces apareciendo en fotografías de guerra. El M1917 también fue suministrado durante la Segunda Guerra Mundial a la Local Defence Force del Ejército irlandés, que era el equivalente de la Home Guard británica.

### Guerra de Corea y después
Luego de la Segunda Guerra Mundial, el M1917 fue retirado de servicio en Estados Unidos. El fusil fue empleado por los voluntarios chinos durante la guerra de Corea. Fue empleado en cantidad limitada durante las primeras etapas de la guerra de Vietnam. También fue empleado de forma no oficial en conflictos locales del Oriente Medio y África, como fusil suministrado a través de programas de asistencia militar.

## Empleo en la actualidad
El M1917 ya no se encuentra en servicio activo, pero aún es empleado como fusil ceremonial, al igual que el Springfield M1903, el M1 Garand y el M14. Además es empleado como fusil de cacería.

## Diseño
A pesar de ser desarrollado por el mismo arsenal, el M1917 no es una versión del Lee-Enfield. Ambos fueron desarrollados en la Fábrica Real de Armas Ligeras de Enfield, Reino Unido. Al igual que el Springfield M1903, el M1917 tenía el diseño básico del Mauser 98 aunado con unas cuantas modificaciones. Debido al uso de cartuchos con pestaña en el P14, la capacidad del depósito para los cartuchos de menor calibre.30-06 era de 6 cartuchos, aunque los peines solamente llevaban cinco.
El M1917 demostró ser muy resistente y fue empleado como base para una gran variedad de fusiles de cacería comerciales y hechos a pedido en calibres estándar y Magnum, durante el periodo interbélico y después de la Segunda Guerra Mundial. Más tarde, Remington Arms rediseñó el M1917 retirándole las orejetas y modificando su cerrojo para amartillarse al abrir, convirtiéndose en el fusil Remington Modelo 30 de entreguerras. Unos 3000 (aproximadamente) fusiles M1917 fueron producidos en calibre 7 mm y vendidos a Honduras hacia 1930. Fusiles sobrantes adicionales fueron comprados por distribuidores de armas europeos y recalibrados a 7,92 mm, para ser vendidos durante la década de 1930 y luego empleados en la guerra civil española.

### Detalles de diseño
Tanto el P14 como el M1917 son conocidos por varias características de diseño. El fusil fue diseñado con un alza situada en la parte posterior del cajón de mecanismos, protegida por sólidas orejetas, un diseño que demostró ser más preciso y rápido de emplear que la típica alza montada delante de la recámara del Mauser, el Enfield o el Sprigfield M1903 con su alza Buffington. Los futuros fusiles estadounidenses, tales como el Springfield M1903A3, el M1 Garand y la carabina M1 llevarían este tipo de alza. El alza del M1917 estaba situada sobre un puente alargado del cajón de mecanismos, que agregaba peso al fusil y permitía el empleo de un cerrojo alargado. La acción del M1917 pesa 1,64 kg (58 onzas), comparada con la del Springfield que pesa 1,27 kg (45 onzas).
El fusil conserva la característica británica de amartillarse al cerrar el cerrojo, en donde el muelle principal de este es comprimido y el fusil amartillado cuando se cierra, lo cual favorece el fuego rápido en combate. La mayoría de fusiles basados en el Mauser 98 se amartillan al abrir el cerrojo. El M1917 tiene una característica "panza" a causa de su depósito más profundo, que le permite cargar seis cartuchos.30-06 Springfield. A diferencia del Mauser 98 y el Springfield M1903, su cerrojo no tiene el tercer tetón "de seguridad". En su lugar, como en el Mauser Modelo 1895 chileno, la manija del cerrojo encaja en una hendidura del cajón de mecanismos y actúa como un tetón de emergencia en caso de que fallen los dos del cabezal del cerrojo. Este cambio ahorró tiempo en el torneado del cerrojo, reduciendo costos y aumentando las tasas de producción, siendo desde entonces adoptado por varios fusiles de cerrojo comerciales por las mismas razones. El seguro está situado en el lado derecho del cajón de mecanismos, detrás de este, además siendo copiado desde entonces por la mayoría de fusiles de cerrojo de cacería debido a que es fácilmente accionable por el pulgar del tirador. Una importante falla de diseño fue el muelle plano que accionaba el eyector, el cual puede romperse e inutilizar a este. Una rápida reparación de campo consistía en deslizar un trozo de caucho bajo el resorte del retén del cerrojo. Se desarrolló un eyector rediseñado, con un pequeño resorte en lugar del muelle plano, que puede montarse en el M1917 para resolver este problema.
El M1917 era apto para emplear el potente cartucho sin pestaña.30-06 Springfield, que con su longitud promedio y balística se acercaba al cartucho original para el cual había sido diseñado el fusil, al contrario del menos poderoso cartucho con pestaña.303 British del P14. El cañón del M1917 conservó las cinco estrías a levógiro del P14, en comparación con las cuatro estrías a dextrógiro del Springfield M1903 y otras armas estadounidenses. Su cañón era pesado y medía 660 mm (26 pulgadas), comparado con el ligero cañón de 609 mm (24 pulgadas) del Springfield M1903. Con un plano de puntería más largo, el M1917 generalmente demostró ser más preciso a largas distancias que el M1903, a pesar de su mayor peso. El M1917 pesaba 4,17 kg (9 libras y 3 onzas) descargado, mientras que uno con correa portafusil, aceitera y bayoneta pesaba 5,02 kg. El cañón del M1917 y su bayoneta con una hoja de 42 cm demostraron ser demasiado largos y voluminosos para pelear en trincheras, mientras que su peso y longitud promedio dificultaban su empleo por parte de algunos soldados de baja estatura.
Varios fusiles M1917 fueron refaccionados durante la Segunda Guerra Mundial con cañones de fabricación reciente High Standard y Johnson Automatics, que tenían seis y dos estrías respectivamente.

## Usuarios
- Estados Unidos: usado por el Ejército de los Estados Unidos y el Cuerpo de Marines de Estados Unidos.
- Afganistán[10]
- Australia
- Canadá[11]
- China[7]
- Corea del Norte[12]
- Dinamarca: usado desde 1953 por la Guardia Nacional. Actualmente en servicio con la "Patrulla Sirius" en Groenlandia.[11]
- Etiopía: recibió fusiles M1917 Enfield como ayuda militar después de la Segunda Guerra Mundial.[13]
- Filipinas
- Francia: fue designado como Fusil à répétition 7 mm 62 (C. 30) M. 17.[14]
- Honduras: fabricado en calibre 7 mm.
- Irlanda: fue usado por las Fuerzas de Defensa Local durante la Segunda Guerra Mundial.
- Japón: capturó fusiles M1917 Enfield durante la Segunda Guerra Mundial.[15]
- Letonia: usados en la guerra de Independencia de Letonia.
- Noruega: fue usado después de la Segunda Guerra Mundial.[16]
- Nueva Zelanda
- Portugal
- Reino Unido[11]
- República de China[12]
- Segunda República Española[17]
- Vietnam del Norte: fue empleado por el Việt Minh, algunos fusiles fueron comprados a China.[18] También fue empleado por el Viet Cong.[19]
- Vietnam del Sur: fue usado durante la guerra de Vietnam.[20]